# Péligre
Jezioro Péligre (fr. Lac de Péligre) – drugi pod względem powierzchni zbiornik wodny Haiti, położony w Departamencie Centralnym na rzece Artibonite. Pełni funkcję najważniejszego zbiornika retencyjnego w kraju.

## Historia
Zbiornik został utworzony w latach 1956–1957 jako realizacja projektu Zapory Wodnej Péligre na rzece Artibonite. Plan budowy został zaprojektowany przez Korpus Inżynieryjny Armii Stanów Zjednoczonych, a następnie sfinansowany przez Export–Import Bank of the United States. Według książki Tracy'ego Kiddera pt. Mountains Beyond Mountains realizatorem projektu było przedsiębiorstwo KBR.
Do dziś istnieje wiele kontrowersji dotyczących tamy. Większość zysków z budowy zapory trafiło do małej grupy zamożnych osób kosztem ubogich farmerów, którzy użytkowali rolniczo wiele obecnie zalanych terenów.